# Kurt Frederick
Kurt Frederick (né le 27 avril 1991) est un footballeur saint-lucien ayant joué pour des équipes de Trinité-et-Tobago.

## Biographie
Il commence à jouer au football professionnel en 2010 avec une équipe de Trinité-et-Tobago, le W Connection FC, club où il joue toujours.

## Équipes
- 2010- :  W Connection FC